# Liste der Bischöfe von Campagna
Die folgenden Personen waren Bischöfe von Campagna (Kampanien) (Italien):

## Bischöfe von Satrianum
- Peter
- Leo
- Lorenz
- Franz
- Arduin
- Francesco da Spoleto
- Johannes
- Angelo Bartolomeo di Monte Fiascone
- Thommas
- Riccardo
- Andrea da Venezia
- Pietro di Conza
- Giacomo di Conza
- Pietro Orseoli
- Ladislaus
- Tommaso Attosi
- Agostino Orti
- Cherubino Caietano

## Bischöfe von Sant’Angelo di Palmentara
- Desiderius 1059–1062
- Aldemario 1062–1085
- Reginario 1085–1110
- Oderisio de Sangro 1110–1112
- Pisano Pietro 1130–1158
- Giovanni 1158–1183
- Morra Alberto 1183–1198
- Capuano Pietro 1198–1214
- Sedisvakanz 1214–1227
- Giacomo de Vetrino 1227/8–1245

## Bischöfe von Campagna
- Cherubino Caietano 1525–1544
- Camillo Mantuano 1544–1560
- Lauro Marco 1560–1671
- Girolamo Scarampi 1571–1584
- Flaminio Roverella 1584–1591
- Cesare Giulio Guarnieri 1591–1607
- Berzellino de’ Barzellini 1607–1618
- Alessandro Scappi 1618–1628
- Costantino Testi 1628–1637
- Alessandro Leparulo 1637–1643
- Gaspare de Simone
- Francesco Carducci 1644–1649
- Giuseppe Maria Avila 1649–1656
- Juan Caramuel y Lobkowitz, O. Cist. 1657–1672
- Domenico Tafuri 1673–1679
- Girolamo Prignani 1680–1697
- Giuseppe Bondola 1697–1703
- Saverio Francesco Fontana 1714–1736
- Giovanni Anzani 1736–1770
- Nicola Ferri 1770–1773
- Marco de Leone 1773–1793
- Das Bistum wird 1818 nach einer Sedisvakanz bis 1921 mit dem Erzbistum Conza zusammengelegt.
- Michele Arcangelo Lupoli 1818–1831
- Gennaro Pellini 1831–1835
- Leone Ciampa 1835–1848
- Giuseppe Pappalardo 1849–1850
- Gregorio de Luca 1850–1877
- Salvatore Nappi 1879–1896
- Antonio Maria Buglione 1896–1904
- Nicola Piccirilli 1904–1917
- Carmine Cesarano, C.SS.R. 1917–1932
- Pietro Capizzi 1933–1937
- Giuseppe Maria Palatucci, O.F.M. Conv. 1937–1961
- Jolando Nuzzi 1961–1971

- Gaetano Pollio, P.I.M.E. (1973–1984)
- Guerino Grimaldi (1984–1986) (danach Erzbischof von Salerno-Campagna-Acerno)